# 科克縣 (田納西州)
科克县（英語：Cocke County）是美國田納西州東部的一個縣，東鄰北卡羅萊納州。面積1,148平方公里。根据美國2000年人口普查，共有人口33,565人。縣治紐波特（Newport）。
成立於1797年10月9日 （1846年改名為Union縣，1850年1月3日恢復原名）。縣名紀念聯邦參議員、第一巡迴法院法官威廉·科克（William Cocke）。